# Criteriul Kelly
Criteriul Kelly reprezintă o modalitate de stabilire a procentului de investit din disponibil în funcție de probabilitatea și valoarea câștigului.
Criteriul a fost fundamentat teoretic de John Larry Kelly,Jr în 1956 și pus in practică de Claude Shannon și Edward Thorp în anii următori.
Procentul de investit este calculat în scopul maximizării pe termen lung a câștigului cel mai probabil.
Pentru investiții (pariuri) cu probabilitate de câștig p, probabilitate de pierdere q = (1 − p) și câștiguri nete de b ori valoarea investiției, procentul (k) este:
{\displaystyle k={\frac {bp-q}{b}},\!}.
De exemplu, dacă pentru o investiție există probabilitatea de câștig de 40% și valoarea este de două ori investiția  plus rambursarea investiției, procentul de investit din disponibilul la orice moment pentru maximizarea pe termen lung a câștigului este: 10% = (2*40% - 60%)/2 
Criteriul poate fi aplicat în investiții bursiere și jocuri de noroc cu șanse favorabile jucătorului.
Criteriul este teoretic, fiind subiect al dezbaterii în privința corectitudinii și aplicabilității practice.